# Chiara Lubich

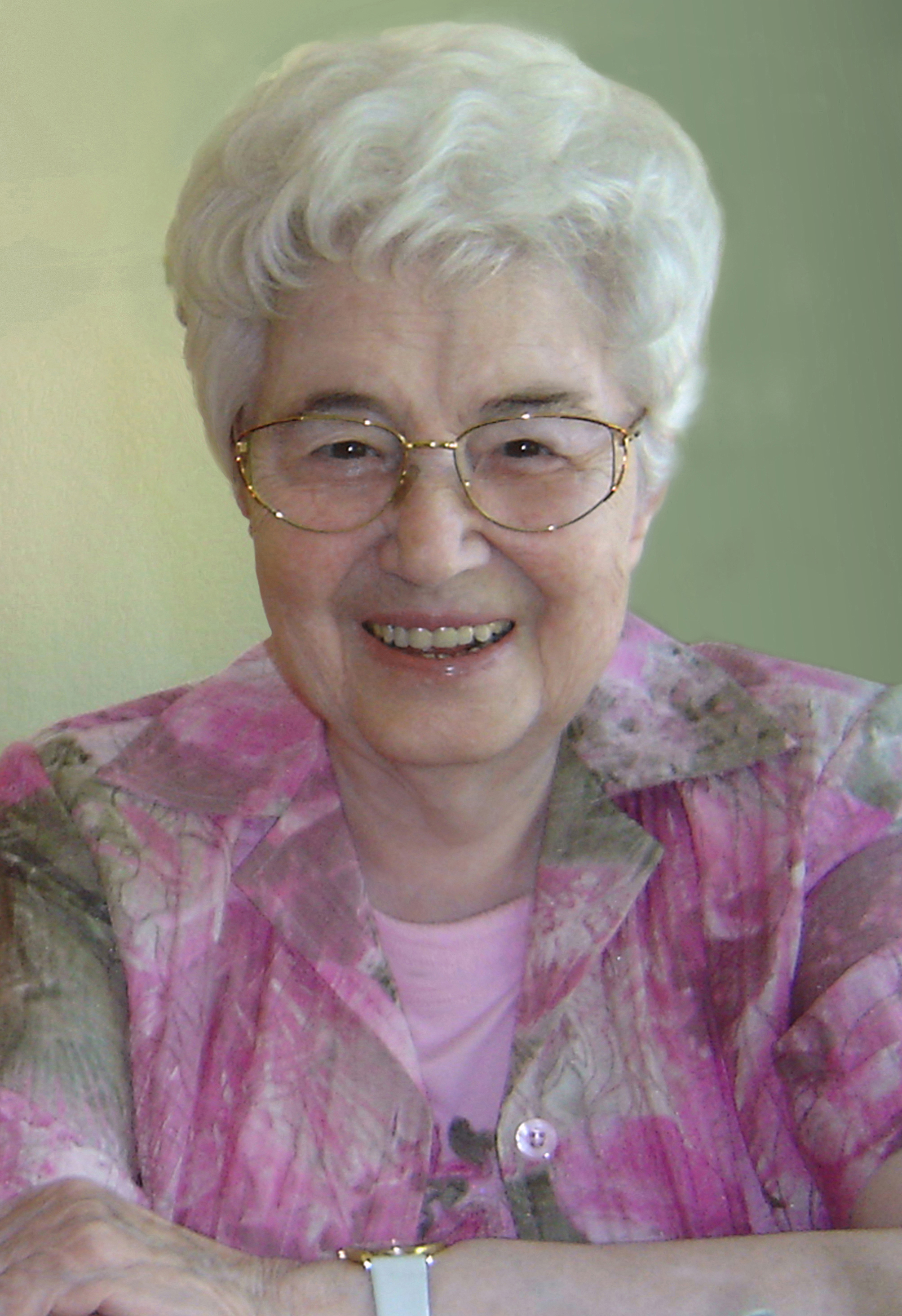
Chiara Lubich (2006)

Chiara Lubich (* 22. Januar 1920 in Trient, Trentino als Silvia Lubich; † 14. März 2008 in Rocca di Papa, bei Rom) war die Gründerin der römisch-katholischen Fokolarbewegung, die sich für Liebe und Ökumene einsetzt. Ihren Taufnamen Silvia ersetzte sie 1943 durch Chiara, als sie das Gelübde für ein „geweihtes Leben“ im Dritten Orden der Franziskaner ablegte.

## Leben
Chiara Lubich wurde als ältestes von vier Kindern in eine Arbeiterfamilie geboren. Schon in der Familie wurde sie mit der Auseinandersetzung zwischen Christentum und Marxismus konfrontiert: Ihre Mutter war überzeugte Christin, ihr Vater Sozialist, ihr Bruder Redakteur bei der kommunistischen Zeitung L’Unità und während des italienischen Faschismus Partisan.
Chiara Lubich wurde zunächst 1938 Volksschullehrerin. Sie unterrichtete anschließend in verschiedenen Trentiner Dörfern und begann an der Universität Venedig das Studium der Philosophie. Eine Beendigung des Studiums war wegen des Zweiten Weltkrieges nicht möglich.
Geprägt durch die Erlebnisse des Krieges und ihr stark ausgeprägtes christliches und gesellschaftliches Verantwortungsbewusstsein gründete sie 1943 die Fokolar-Bewegung, die heute in 182 Ländern verbreitet ist und deren Präsidentin sie bis zu ihrem Tod war. Die Inspiration dazu hatte sie vor dem Schweizer Kloster Einsiedeln. Ihre Spiritualität war geformt durch die mystische Begegnung mit dem verlassenen Jesus. Ihr Aussage drückte diese Erfahrung deutlich aus: „Ich habe nur einen Bräutigam auf Erden: Jesus den Verlassenen. Ich habe keinen Gott außer ihm.“
Sie erwarb große Anerkennung durch ihre Bemühungen um die Ökumene und den interreligiösen Dialog. Für ihr Werk wurden ihr eine Vielzahl von internationalen Preisen und Ehrendoktoraten verliehen. Sie war Ehrenpräsidentin der World Conference on Religion and Peace (WCRP).
Chiara Lubich starb 2008. Unter Anteilnahme von 30.000 Menschen fand die Trauerfeier in der Basilika St. Paul vor den Mauern in Rom statt. Zur Nachfolgerin als Präsidentin der Fokolarbewegung wurde Maria Voce gewählt.

## Seligsprechungsprozess
Im Jahr 2015 wurde das Verfahren der Seligsprechung von Chiara Lubich eröffnet.

## Ehrungen und Auszeichnungen
- Großkreuz des Verdienstordens der Italienischen Republik (2003)
- Preis zur Verteidigung des Friedens 2001
- Großes Verdienstkreuz der Bundesrepublik Deutschland (2000)
- Europäischer Menschenrechtspreis 1998
- UNESCO-Preis für Friedenserziehung 1996
- Augsburger Friedenspreis 1988
- Templeton-Preis 1977
- Zahlreiche weitere Auszeichnungen, Ehrendoktorwürden und Ehrenbürgerschaften[6]

## Werke
- Der Schrei der Gottverlassenheit. Der gekreuzigte und verlassene Jesus in Geschichte und Erfahrung der Fokolar-Bewegung. Neue-Stadt-Verlag, München 2001, ISBN 3-87996-537-4.
- Die Kunst, richtig zu lieben! Wie hat Jesus geliebt? In: Brief an die Freunde. Geistliche Gemeinde-Erneuerung in der Evangelischen Kirche, Nr. 30, Juni 2008, S. 17.
- Die große Sehnsucht unserer Zeit. Jahreslesebuch. Neue-Stadt-Verlag, München 2008, ISBN 978-3-87996-755-1.
- Gottes Wort für hier und heute. Biblisch inspiriert leben. Neue-Stadt-Verlag, München 2011, ISBN 978-3-87996-927-2.
- Zur Freiheit befreit. Über die frohe Botschaft vom Willen Gottes. Neue-Stadt-Verlag, München 2010, ISBN 978-3-87996-905-0.

## Film
2020 wurde über sie der italienische Film "Chiara Lubich - L'amore vince tutto(deutsch: Chiara Lubich - Die Liebe besiegt alles)" gedreht, der am 3. Januar 2021 uraufgeführt wurde. Christiana Capotondi spielte Silvia/Chiara Lubich.